# 디타워 서울포레스트
디타워 서울포레스트(영어: D-Tower Seoul Forest)는 대한민국 서울특별시 성동구 성수동에 위치한 업무시설이다. 이 건물은 지상 33층, 지하 7층, 높이 157m로 구성되었으며 대림산업의 자체 시행, 시공 사업이다. 2017년에 착공하여 2020년에 완공되었고 2021년 1월 입주하였다.

## 역사
2008년에 공개된 디자인은 오피스(33층)로 구성되고 2017년에는 33층 오피스와 등이 있는 디자인이 공개되었다. 같은 해 7월에 사업승인이 완료되었고 강북의 반포가 되어가고 있다. 같은 해에 착공하였고 2020년에 외부 공사가 끝나고 12월에 준공하고 개장, 입주하였다.

## 높이
높이는 157m이다. 완공 당시 성동구에서 가장 높은 오피스 빌딩이 되었다. 현재 성동구에서 가장 높은 오피스 빌딩이다. 주변에는 높은 건물인 아크로 서울포레스트(A동, B동 49층, 200m)가 있다.

## 특징
오피스 빌딩인 디 타워(D-Tower)가 아크로 서울포레스트(A동, B동 49층, 200m) 주변에 지어졌다. 철골철근콘크리트와 철근콘크리트 구조다. 지하주차장 요금은 유료다. 주차 요금은 20분 무료고 이후에는 유료다. 주말과 공휴일 주차 요금은 2시간에서 4시간 사이에 주차하면 1만 2000원이고 4시간 초과하면 이후 10분당 1000원을 추가한다.

## 내부 시설
다음은 디타워 서울포레스트의 내부 시설이다.
| 층수                | 시설                                 |
| ------------------- | ------------------------------------ |
| 2층 ~ 33층          | 업무시설 등                          |
| 1층                 | 로비 및 근린생활시설                 |
| 지하 1층            | 라운지 및 판매시설, 일부 주차장      |
| 지하 2층            | 로비                                 |
| 지하 5층 ~ 지하 3층 | 지하주차장                           |
| 지하 7층 ~ 지하 6층 | 지하주차장, 기계실, 전기실, 발전기실 |

## 갤러리

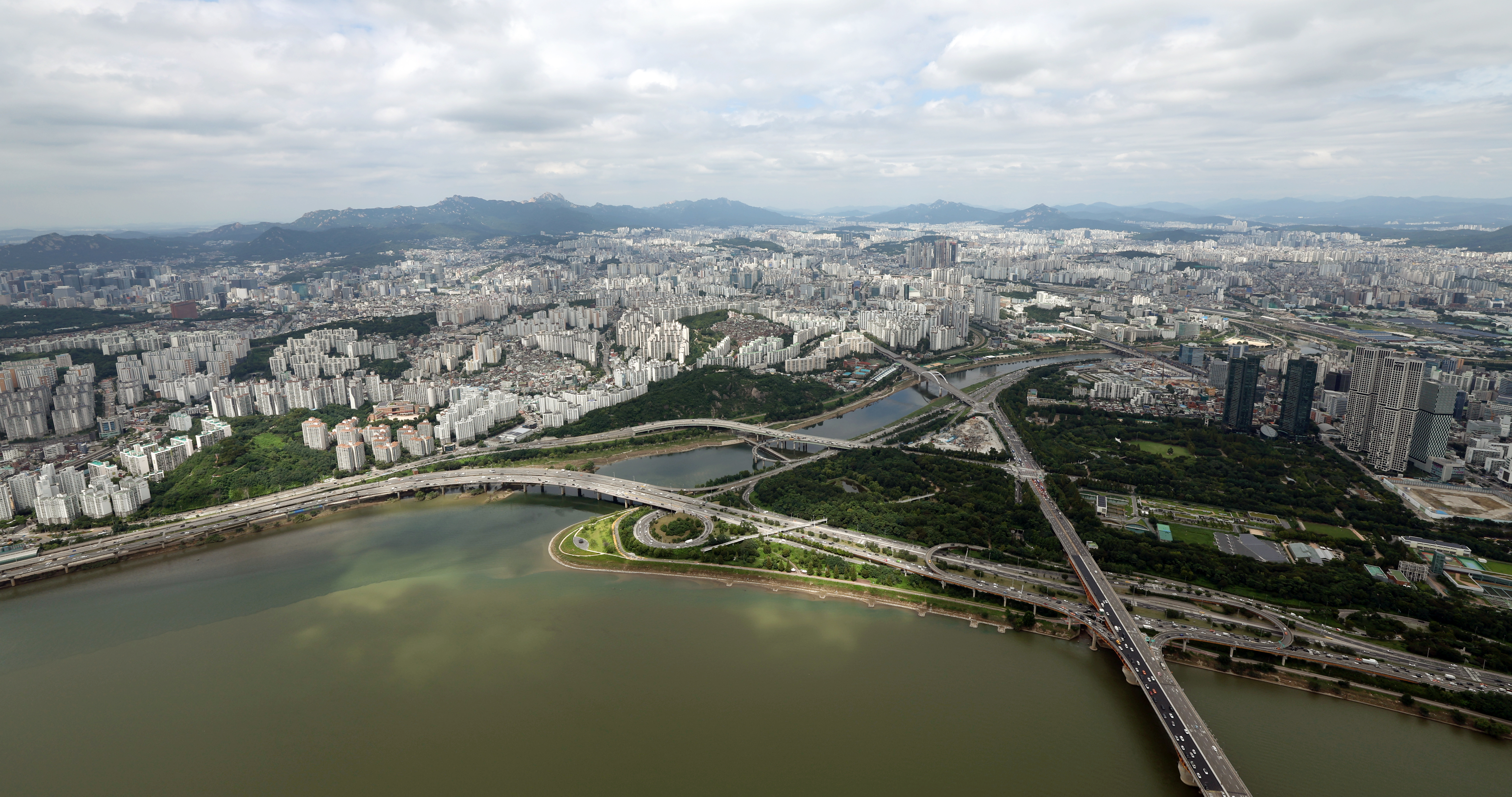

## 같이 보기
- 대한민국의 마천루 목록
- 서울특별시의 마천루 목록
- 한화 갤러리아포레
- 서울숲 트리마제